# Al-Qaqà ibn Amr
Al-Qaqà ibn Amr ibn Màlik at-Tamimí (àrab: القعقاع بن عمرو بن مالك التميمي, al-Qaʿqāʿ b. ʿAmr b. Mālik at-Tamīmī) o, més senzillament, al-Qaqà ibn Amr fou un company del profeta Muhàmmad que participà en les primeres conquestes islàmiques.
El 632 era lloctinent del general Khàlid ibn al-Walid i va participar en la batalla de Buzakha; després de la conquesta d'al-Hira (633) va dirigir un destacament que va derrotar els sassànides a la rodalia d'al-Anbar. L'agost/setembre del 635 va participar en la conquesta de Damasc i el 636 dirigia una secció en la batalla del Yarmuk i el 16-19 de novembre de 636 va prendre part en la batalla d'al-Qadisiyya. Va estar al capdavant en la conquesta de Madain i va dirigir l'avantguarda en la batalla de Jalula (637), establint una guarnició a Halwan. El 641/642 va prendre part en la conquesta de Nihawand. Alí ibn Abi Tàlib el va enviar a Bàssora per negociar amb Talha i Az-Zubayr, poc abans de la batalla del Camell (4 de desembre del 656). Després va viure a Kufa, on hauria mort al cap d'un temps.